# Talysh (langue)
Cet article concerne la langue talysh. Pour le peuple talysh, voir Talysh.

Carte des dialectes talysh

Le talysh (autonyme : tolışə zıvon, تؤلشه زوؤن), aussi écrit talyche, parfois aussi appelé tâlechi, est une langue iranienne parlée en Iran, au Sud de la mer Caspienne, et en Azerbaïdjan par les Talyches.

## Écriture
En Azerbaïjan, le talysh a été écrit avec l’alphabet cyrillique, depuis 1992 il écrit avec un alphabet basé sur l’alphabet azéri.
| a | b | c | ç | d | e | ə | f | ğ | h | x | ı | i | j | k |
| q | l | m | n | o | p | r | s | ş | t | u | v | y | z |   |

## Auteurs de langue talyche
- Babi Badalov, poète et peintre